# Partido del Autogobierno (Islas Feroe)
El Partido del Autogobierno (en feroés, Sjálvstýri, abreviado SF, previamente conocido como Sjálvstýrisflokkurin) es un partido político feroés de ideología social liberal.
Tradicionalmente ha defendido una política nacionalista moderada, siendo su objetivo una mayor autonomía para las Islas Feroe. Sin embargo, en 1998 apoyó la independencia, en coalición con los partidos República y Popular.
Tuvo su primer representante en el Løgting (parlamento feroés) en 1906, pero fue oficialmente fundado hasta 1909. Es, junto con el Partido Unionista, uno de los dos partidos más antiguos de las Feroe y junto con aquel, dominó la política de las islas durante la primera mitad del siglo XX. Perdió influencia con la fundación de otros partidos, especialmente cuando se escindió una parte de su militancia para formar el Partido Popular.
En la elección parlamentaria de 2008 obtuvo 7,2 % de los sufragios, consiguiendo únicamente 2 escaños en el Løgting. Con ello fue la sexta fuerza política feroesa.

## Resultados electorales
| Año   | Votos      | %     | Escaños | +/-         | Gobierno                                                     |
| ----- | ---------- | ----- | ------- | ----------- | ------------------------------------------------------------ |
| 1906  | 579 (#2)   | 37,60 | 8/20    |             | Oposición                                                    |
| 1908  | 340 (#2)   | 33,90 | 7/20    | 1           | Oposición                                                    |
| 1910  | 289 (#2)   | 24,47 | 7/20    | Sin cambios | Oposición                                                    |
| 1912  | 365 (#2)   | 41,62 | 7/20    | Sin cambios | Oposición                                                    |
| 1914  | 625 (#2)   | 47,21 | 8/20    | 1           | Oposición                                                    |
| 1916  | 542 (#1)   | 51,71 | 9/20    | 1           | Oposición                                                    |
| 1918  | 2.938 (#2) | 49,78 | 11/20   | 2           | Gobierno en mayoría                                          |
| 1920  | 2.476 (#2) | 41,59 | 10/20   | 1           | Coalición con el Partido Unionista                           |
| 1924  | 2.450 (#2) | 39,10 | 10/23   | Sin cambios | Oposición                                                    |
| 1928  | 2.680 (#2) | 42,32 | 11/23   | 1           | Coalición con el Partido de la Igualdad                      |
| 1932  | 2.931 (#2) | 37,34 | 8/21    | 3           | Oposición                                                    |
| 1936  | 2.694 (#1) | 34,18 | 8/24    | Sin cambios | Coalición con el Partido de la Igualdad                      |
| 1940  | 1.365 (#4) | 16,19 | 4/24    | 4           | Coalición con el Partido Popular y el Partido de la Igualdad |
| 1943  | 1.001 (#4) | 10,36 | 0/25    | 4           | Extraparlamentario                                           |
| 1945  | 1.235 (#4) | 9,40  | 0/23    |             | Extraparlamentario                                           |
| 1946a | 3.705 (#3) | 28,10 | 2/20    | 2           | Oposición                                                    |
| 1950  | 957 (#5)   | 8,23  | 2/25    | Sin cambios | Oposición                                                    |
| 1954  | 908 (#5)   | 7,12  | 2/27    | Sin cambios | Coalición con Partido Unionista y el Partido Popular         |
| 1958  | 816 (#5)   | 5,88  | 2/30    | Sin cambios | Coalición con Partido de la Igualdad y República             |
| 1962  | 892 (#5)   | 5,88  | 2/29    | Sin cambios | Coalición con Partido Popular, República y Progreso          |
| 1966  | 867 (#5)   | 4,92  | 1/26    | 1           | Oposición (1966-1968)                                        |
| 1966  | 867 (#5)   | 4,92  | 1/26    | 1           | Coalición con Partido Unionista, Partido Popular y Progreso  |
| 1970  | 1.010 (#5) | 5,59  | 1/26    | Sin cambios | Oposición                                                    |
| 1974  | 1.430 (#5) | 7,20  | 2/26    | 1           | Oposición                                                    |
| 1978  | 1.626 (#5) | 7,16  | 2/32    | Sin cambios | Coalición con Partido de la Igualdad, República y Progreso   |
| 1980  | 1.953 (#5) | 8,39  | 3/32    | 1           | Coalición con el Partido Unionista y Partido Popular         |
| 1984  | 2.135 (#5) | 8,50  | 2/32    | 1           | Coalición con el Partido de la Igualdad y Partido Popular    |
| 1988  | 2.033 (#5) | 7,10  | 2/32    | Sin cambios | Coalición con el Partido Popular y el Partido de la Igualdad |
| 1990  | 2.489 (#5) | 8,80  | 3/32    | 1           | Coalición con el Partido de la Igualdad y República          |
| 1994  | 1.438 (#8) | 5,60  | 2/32    | 1           | Oposición                                                    |
| 1998  | 2.116 (#5) | 7,60  | 2/32    | Sin cambios | Coalición con Partido Popular y República                    |
| 2002  | 1.351 (#5) | 4,40  | 1/32    | 1           | Coalición con Partido Popular, República y Partido de Centro |
| 2004  | 1.461 (#6) | 4,60  | 1/32    | Sin cambios | Oposición                                                    |
| 2008  | 2.244 (#6) | 7,20  | 2/32    | 1           | Oposición                                                    |
| 2011  | 1.290 (#7) | 4,22  | 1/33    | 1           | Coalición con Partido Unionista y Partido Popular            |
| 2015  | 1.305 (#7) | 4,05  | 2/33    | 1           | Oposición                                                    |
| 2019  | 1.157 (#7) | 3,40  | 1/33    | 1           | Oposición                                                    |
| 2022  | 938 (#7)   | 2,74  | 0/33    | 1           | Extraparlamentario                                           |

a En candidatura conjunta con el Partido de la Igualdad
- Datos: Q932374